# Dimitris Mitropanos
Dimitris Mitropanos (grekiska: Δημήτρης Μητροπάνος), född 2 april 1948 i Trikala i Grekland, död 17 april 2012 i Aten, var en grekisk sångare som var berömd för sin laiko, som är en speciell stil inom grekisk musik. Mitropanos föddes i Trikala i nordvästra Thessalien, och bodde där tills 16 års ålder, då han, år 1964, påbörjade sin musikkarriär.
Han arbetade tillsammans med några av de mest kända grekiska kompositörerna, som Mikis Theodorakis, Stavros Xarhakos, Giorgos Zabetas, Manos Hadjidakis, Marios Tokas och Thanos Mikroutsikos, och var under fyra decennier en av de framträdande inom grekisk populärmusik.
Den 17 april 2012 drabbades Mitropanos av en hjärtattack. Han hade insomni och visade tecken på lungödem, som han dog av senare samma dag. Han efterlämnade två döttrar och en fru.